# Éclipse solaire du 22 septembre 2006
L’éclipse solaire du 22 septembre 2006 est une éclipse solaire annulaire. Elle eut lieu, il y a : 18 ans, 5 mois et 8 jours.
C'était la 5e éclipse annulaire du XXIe siècle.

## Visibilité
L'éclipse annulaire a été visible le long d'un couloir débutant au Guyana, puis au-dessus de l'océan Atlantique sud et enfin de l'océan Indien sud, achevant sa course près des îles Kerguelen. La zone de pénombre était visible sur une partie de l'Afrique et de l'Amérique du Sud.

Trajectoire de l'éclipse sur la Terre.

L'éclipse a traversé successivement les pays suivants :
- Guyana
- Suriname
- Guyane